# MK 6. Nagy Lajos király Gyalogezred
A Magyar Királyi 6. Nagy Lajos király Gyalogezred a Magyar Királyi Honvédség Kaposváron és környékén szervezett szárazföldi katonai szervezete volt 1932-től a második világháború végéig. Az ezred névadója Nagy Lajos király volt.

## Története
Az első világháborút lezáró trianoni békeszerződés értelmében Magyarország csupán 35 000 fős hadsereget tarthatott fent. Somogy vármegyében ekkor a 7. sorszámú gyalogezredet alakították meg. Majd 1932-ben, amikor átszervezték a honvédséget, a pécsi alárendeltségből a szombathelyihez került a kaposvári gyalogezred. Sorszámát a kecskeméti Zrínyi Miklós Gyalogezrednek adták át. A kaposvári ezred ekkor kapta meg a 6-os sorszámot. Ezredtulajdonosa pedig III. Viktor Emánuel, Olaszország királya, Etiópia császára volt. Az ezred első két zászlóalja Kaposváron, a 3. pedig Nagyatádon állomásozott.
1938-ban Magyarország visszanyerte fegyverkezési önállóságát, aminek következtében beindult a Huba-hadrend. A Magyar Királyi Honvédség nagyméretű fejlesztése. A korábbi vegyesdandárokból összesen 9 hadtestet szerveztek meg, melyekből – a közben visszacsatolt területekkel együtt – 3 hadsereg-parancsnokságot alakítottak ki. 1938-1939-ben, Somogy vármegyében is megalakították a 10. Gyalogdandárt, melynek részét képezte a 6-ik, valamint a 36. Gyalogezred, továbbá a hozzájuk rendelt 10. Tüzérosztály. A 10. Gyalogdandárból, valamint a pécsi 11. és a szekszárdi 12. Gyalogdandárból szerveződött a IV. Hadtest, amely kisebb módosításokkal – egészen 1943. közepéig működött.
A gyalogezredet mozgósították az első és második bécsi döntések során, de végül csak az erdélyi és délvidéki bevonulásokban vett részt.
1942. február 12-től kezdték meg az ún. könnyűhadosztályok szervezését, melyek egyenként 2 gyalogezredből, 1 fogatolt tábori tüzérezredből és hadosztályközvetlen alakulatokból álltak. A 10. Gyalogdandárt így alakították át a 10. Könnyű Hadosztállyá, aminek továbbra is részét képezte a 6. Gyalogezred. A hadosztályt 1942. június 2-14. között a keleti frontra szállítottak ki. A 6. Gyalogezred parancsnoka Ákosy Károly ezredes volt 1942. október 2-án bekövetkezett haláláig. Őt Ludányi Antal ezredes követte 1942. december 3-ig, majd Pallay Jenő alezredes. A hadosztály részt vett a Don-kanyar harcaiban, majd 1943. január közepén az orosz támadás következtében nagy része megsemmisült.
1943-ban az alakulatot újjászervezték és a déli határszakaszra vezényelték erődítési munkálatok elvégzésére. Alig egy évvel később, 1944. augusztusában már az Északkeleti-Kárpátokban harcolt a szovjet támadás megakadályozására. A román kiugrást követően a magyar hadsereget kiszorították Erdélyből az Alföldre, majd részt vettek 1944-45 telén Budapest szovjet ostromában. 1945. február 11-én délelőtt a 10. Gyaloghadosztály 10. Híradózászlóalja és a 6. gyalogezred szinte teljes felszerelésével együtt szovjet hadifogságba esett. Az önként jelentkezőket a szovjetek beosztották saját alakulataik mellé, így részt vettek a német–magyar kitörés elhárításában. Teljesítményük elismeréseképpen a szovjetek megengedték, hogy a Budavári Palotára a magyar zászlót is kitűzhessék. A Magyar Királyi 6. Nagy Lajos király Gyalogezred csapatzászlaja a budai önkéntesek ideiglenes zászlója is lett. Ezzel a gyalogezred végleg befejezte katonai működését és megszűnt.

## Szervezeti felépítés
|                              | 1922         | 1932        | 1934       | 1936       | 1939     |
| ---------------------------- | ------------ | ----------- | ---------- | ---------- | -------- |
| Ezredparancsnokság           | Zalaegerszeg | Nagykanizsa | Kaposvár   | Kaposvár   | Kaposvár |
| 6/I. zászlóalj               | Zalaegerszeg | Nagykanizsa | Kaposvár   | Kaposvár   | Kaposvár |
| 6/II. zászlóalj              | Körmend      | Kaposvár    | Kaposvár   | Kaposvár   | Kaposvár |
| 6/III. zászlóalj             | Oroszvár     | Nagykanizsa | Kaposvár   | Nagyatád   | Kaposvár |
| Ezredközvetlen árkász század | Magyaróvár   | Magyaróvár  | Magyaróvár | Magyaróvár | Baja     |